# Pirmin Schwegler
Pirmin Schwegler (Ettiswil, 9 de março de 1987) é um futebolista suíço que atua como volante, Joga pelo TSG 1899 Hoffenheim.

## Carreira
Pirmin Schwegler começou a carreira no Luzern.